# 359

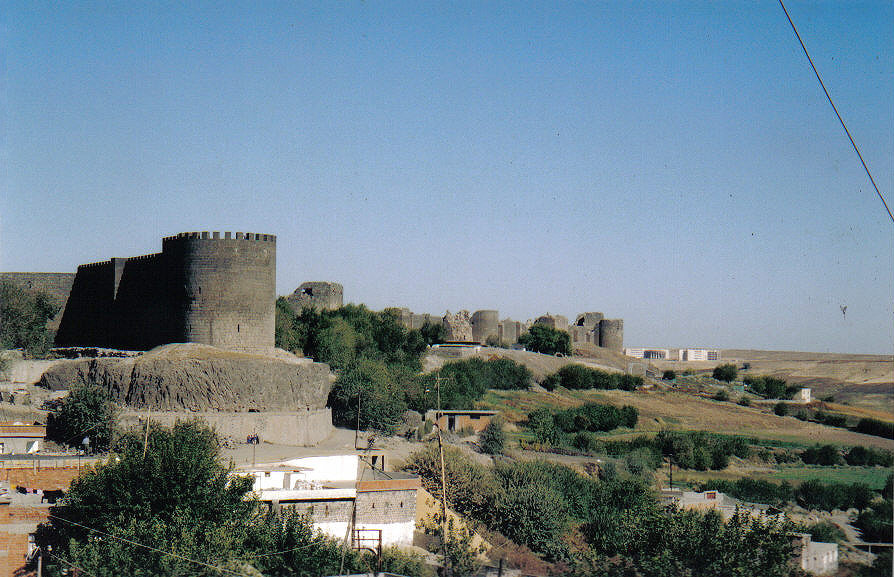
De oude stadsmuren van Amida (Turkije)

Het jaar 359 is het 59e jaar in de 4e eeuw volgens de christelijke jaartelling.

## Gebeurtenissen

### Italië
- Keizer Constantius II roept in Rimini en in Seleucia een concilie van bisschoppen bijeen. Hij dwingt de christelijke kerkleiders, waaronder Servatius van Maastricht, om een pro-ariaanse overeenkomst te tekenen.

### Europa
- Julianus de Afvallige laat de Rijngrens met forten (castella) versterken. Een hongersnood bedreigt Noord-Gallië, een Romeinse vloot (800 schepen) vanuit Brittannië arriveert met graan om de bevolking te helpen.

### Perzië
- Koning Shapur II de Grote valt Armenië binnen. De Romeinen passen de tactiek van de verschroeide aarde toe. De vestingstad Amida aan de Tigris wordt belegerd en na 73 dagen door de Perzen tot overgave gedwongen.

## Geboren
- Flavius Stilicho, Romeins generaal (overleden 408)
- Godigisel, koning van de Vandalen (overleden 406)
- 18 april - Gratianus, keizer van het Romeinse Rijk (overleden 383)